# Thelodonti
Thelodonti zijn een onderklasse van uitgestorven kleine kaakloze vissen zonder kopschilden, die leefden in het Laat-Siluur en Vroeg-Devoon.

## Kenmerken
Thelodonti hebben opvallende schalen in plaats van grote platen van bepantsering. Ze leefden in zowel ondiep zoet als zout water. Ze hadden een afgeplat lichaam, kleine ogen en een hypocercale staartvin. Rug- en aarsvinnen waren bij enkele soorten aanwezig. De zeer kleine, benige schubben, zijn voor geologen en paleontologen van belang als gidsfossiel).

## Families
- † Orde Katoporida Karatajuta-Talimaa, 1970
  - † Loganelliidae Karatajuta-Talimaa, 1997
- † Orde Phlebolepidiformes Berg, 1937
  - † Katoporididae Karatajuta-Talimaa, 1970
  - † Phlebolepididae Berg, 1940
- † Orde Thelodontiformes Kiaer, 1932
  - † Archipelepididae Soehn et al., 2001
  - † Eestilepididae Marss et al., 2002
  - † LanarkiidaeObruchev, 1949